# Боністика
Боні́стика — спеціальна історична дисципліна, що вивчає паперові грошові знаки; колекціонування паперових грошей, різновид хобі. Боністами називають колекціонерів паперових грошей.
Боністика як наука існує з початку XX століття. Вона тісно пов'язана з нумізматикою. На відміну від нумізматики, яка вивчає металеві гроші, боністика вивчає гроші, виготовлені на папері, шкірі, тканині тощо.
Вивчення паперових грошей має велике значення для історії, оскільки будь-які старовинні грошові знаки чи бони можуть певною мірою свідчити про економічне і політичне життя суспільства у певний час. Крім того, багато бонів мають значну мистецьку цінність.

## Історія
Термін «bon» виник у XIX столітті у Франції для позначення окремих видів цінних паперів: чеків, талонів тощо. Пізніше він поширився на всі грошові знаки — банкноти, державні й банківські білети, зокрема розмінні, розрахункові, кредитні грошові знаки — казначейські білети, зобов'язання державної скарбниці тощо.

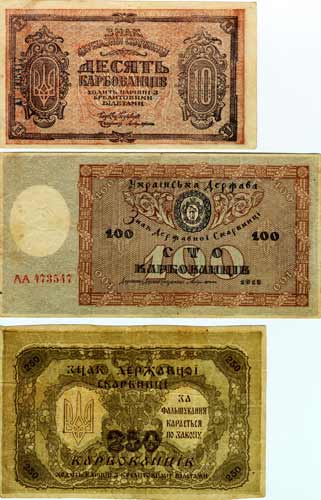
Гроші Української Держави

Існує думка, що паперові гроші почали збирати з моменту їх появи. З 1940-х боністика почала набувати популярності, а в 1970-х стала повноцінним видом колекціонування.
У 1970 році лінгвіст Роберт Стенлі, менеджер зі зв'язків з громадськістю у компанії Stanley Gibbons, уперше запропонував термін «notaphily» на позначення колекціонування паперових грошей, намагаючись заохотити інтерес до цієї сфери.
Водночас у США, Німеччині та Франції з'явились перші національні каталоги паперових грошей, що стали основними джерелами довідкової літератури.
У 1961 році було засновано некомерційну освітню організацію «Міжнародне банкнотне товариство» (англ. International Bank Note Society, IBNS). Нині ця спільнота налічує приблизно дві тисячі учасників з 94 країн світу. IBNS видає щоквартальний журнал «IBNS Journal», де публікують статті на тему боністики, інформацію про нові випуски паперових грошей, відповідні дослідження тощо. 11 березня 2020 року було створено український осередок IBNS.
Суттєвий внесок у розвиток боністики зробив німецький фахівець Альберт Пік. У 1974 році він опублікував один із перших каталогів паперових грошей, де також обґрунтував мету їх колекціонування. Альберт Пік є автором основної частини визначної праці — «Стандартного каталогу паперових грошей світу». Наразі це тритомне видання, що складається з майже тисячі сторінок, де каталогізовано майже всі паперові гроші, що коли-небудь існували. Каталог оновлюють щорічно.

## Об'єкт вивчення
Об'єктом вивчення боністики є бони (банкноти) та їх замінники. Зокрема, до них належать облігації внутрішньої позики, акції, купони цінних паперів, чеки, талони, квитанції, ордери, сертифікати, знаки казино, лото, лотерейні білети, векселі, боргові зобов'язання, що перебувають в обігу разом з паперовими грошима тощо.
Боністика вивчає як гроші державних емісій (загальнообов'язкові емітовані згідно з законом), так і місцеві та приватні грошові випуски (необов'язкові для всіх), що перебувають у обігу паралельно з національною валютою.
Це тимчасові бони, які надходять до обігу на регіональному рівні від імені владних структур, міст, органів місцевого самоврядування, відділень великих банків, підприємств кооперативів тощо, під забезпеченням матеріальних цінностей, що перебувають у їхній власності (валюти, нерухомого майна представників влади).
Місцеві бони — грошові випуски місцевих самоуправлінь, великих підприємств та установ. Приватні (внутрішні) бони — грошові випуски від імені власників магазинів, аптек, атракціонів тощо.
Появу місцевих та приватних грошей зумовлюють об'єктивні причини — війни, революції, спад виробництва, зменшення податкових надходжень до місцевих бюджетів, складний фінансовий стан держави, коли населення потерпає від нестачі готівки.

## Ознаки бон
Характерними для бон є такі ознаки:
- а) емблематична (герби, емблеми, символічні знаки);
- б) палеографічна (шрифти, монограми, підписи, та рукописні позначки);
- в) сфрагістична (печатки, штемпелі, конгреви, перфорація);
- г) хронологічна (дати);
- ґ) метрологічна (номінали);
- д) орнаментально-мистецька (прикраси);
- є) філігранологічна (водяні знаки, матеріал виготовлення);
- е) епіграфічна (надруки, пізнішого походження);
- ж) дипломатична (формуляр документа, зміст написів);
- з) орфографічна (орфографія тексту);
- і) іконографічна (портретні зображення, конгреви);
- ї) маргіналістична (написи від руки пізнішого походження).

## Оцінка стану грошових знаків
Розрізняють такі оцінки стану грошових знаків:

### Uncirculated (UNC)
Грошовий знак в ідеальному стані, що не був в обігу. Не має жодних ознак зношення. Папір чистий, без плям, кольори не мають змін. Кути гострі та прямі, без округлень. Вигини відсутні. Ознак обробки чи тримання під пресом немає. Має оригінальний блиск.

### About Uncirculated (AU)
Грошовий знак, що майже не був в обігу, але має незначний дефект (сліди рук касира або несуттєвий згин, що можна вирівняти). У європейських країнах позначають як AU або EF—UNC.

### Extremely Fine (XF або EF)
Грошовий знак у гарному стані з легкими ознаками зношення. Може мати не більше трьох несуттєвих вигинів, що не перетинаються, або один значний злам. Папір чистий, кольори не мають змін, плям немає. Кути можуть бути трохи заокруглені.

### Very Fine (VF)
Грошовий знак у гарному стані, але з помітними ознаками перебування в обігу. Може мати кілька поздовжніх або поперечних вигинів. Папір ще свіжий, але можуть бути невеликі плями. Кути пошарпані, але без значних заокруглень.

### Fine (F)
Грошовий знак, що тривалий час був в обігу. Має багато вигинів, зламів і зморшок. Папір не дуже брудний, але може мати плями. Краї можуть мати надриви, що не простягаються углиб банкноти. Дірок у центрі через згортання немає. Кольори чіткі, але вже не дуже яскраві.

### Very Good (VG)
Грошовий знак, що тривалий час був в обігу. Кути помітно зношені та заокруглені, надриви можуть простягатись углиб банкноти. У центрі може бути дірка через надмірне згортання. Кольори можуть бути нечіткими. Відривів немає.

### Good (G)
Грошовий знак сильно пошматований в обігу. Має чисельні вигини, злами, плями, дірки, надриви країв. Кути заокруглені, зовнішній вигляд непривабливий. Суттєвих відривів немає. До цієї категорії також належать банкноти, що мають будь-які незмивні написи.

### Fair (FR)
Грошовий знак має безліч зморшок, вигинів і зламів. Є плями, надриви, забруднення. Кольори втратили чіткість.

### Poor (PR)
Грошовий знак із серйозними пошкодженнями. Частини банкноти можуть бути відірвані, є незмивні написи, плями, дірки. Частини банкноти можуть бути скріплені склеювальною стрічкою. Грошові знаки такої категорії додають до колекції лише у випадку надзвичайної рідкості.

## Оцінка стану в різних країнах
У різних країнах традиційно використовують власні системи оцінки стану грошових знаків.
| Країна         | Uncirculated | About Uncirculated | Extremely Fine | Very Fine | Fine | Very Good | Good | Fair | Poor |
| -------------- | ------------ | ------------------ | -------------- | --------- | ---- | --------- | ---- | ---- | ---- |
| США            | UNC          | AU                 | EF / XF        | VF        | F    | VG        | G    | FR   | PR   |
| Великобританія | UNC          | AU                 | EF / XF        | VF        | F    | VG        | G    | FR   | PR   |
| Німеччина      | BFR          | —                  | VZGL           | SS        | S    | SG        | G    | —    | GS   |
| Франція        | NEUF         | —                  | SUP            | TTB       | TB   | B         | TBC  | —    | BC   |
| Італія         | FdS          | —                  | SPL            | BB        | MB   | B         | M    | —    | —    |
| Нідерланди     | FDS          | —                  | PR             | ZF        | F    | ZG        | G    | —    | —    |
| Литва          | NP           | —                  | YP             | LP        | P    | LG        | G    | —    | M    |
| Норвегія       | 0            | —                  | 01             | 1+        | 1    | 1-        | 2    | —    | 3    |

## Боністика в Україні

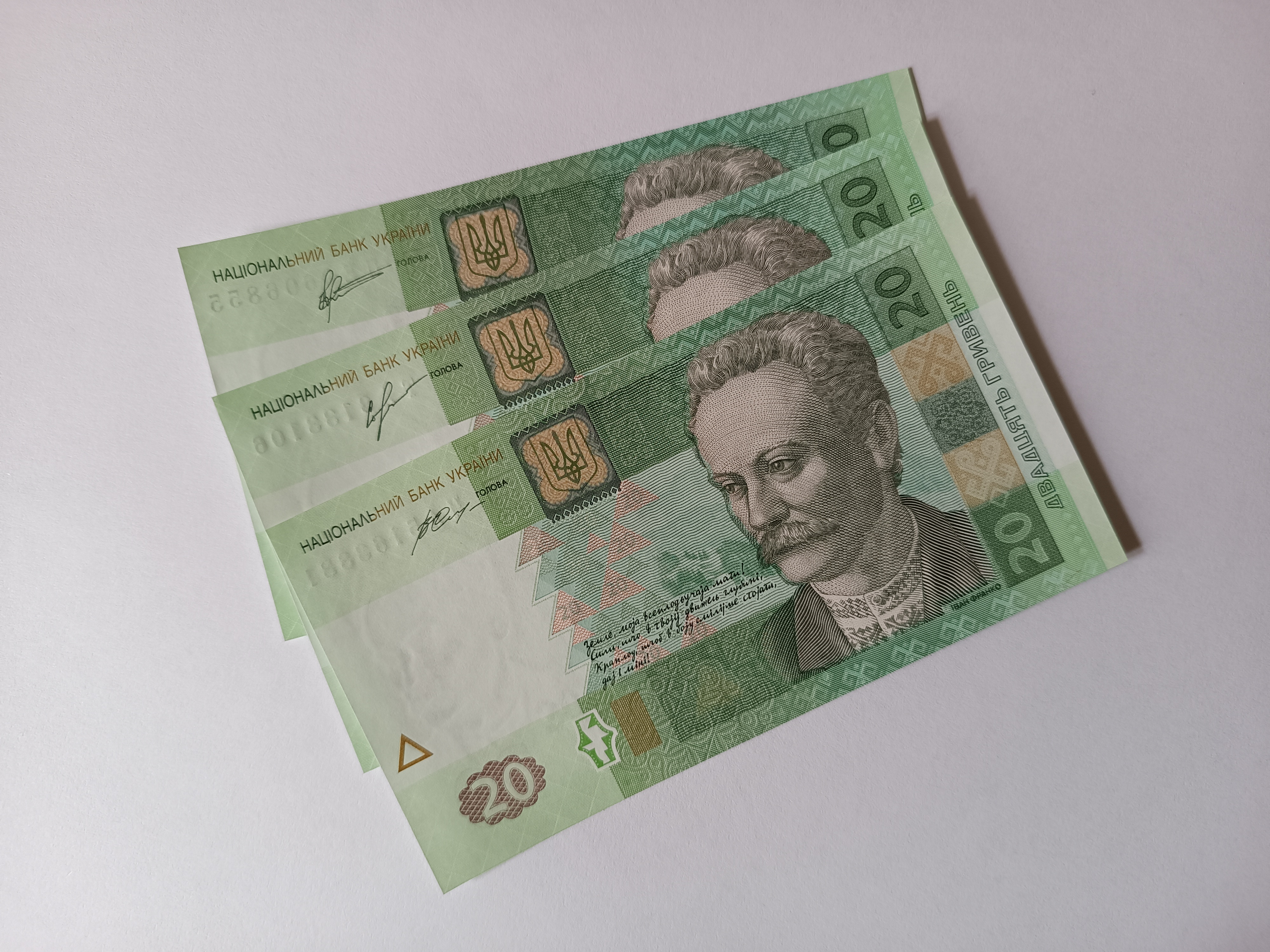
Українські банкноти номіналом 20 гривень з різними підписами Голів НБУ

Друкарі з Франції та Німеччини відзначали художню й мистецьку цінність деяких українських банкнот. Зокрема, до них належать грошові знаки Української Народної Республіки та Української Держави 1918 року, ескізи яких виконав художник-графік Георгій Нарбут, та розмінні марки Одеси, які створив художник Амвросій Ждаха.
Деякі українські фахівці плідно досліджували боністику як історичну дисципліну. Історик Роберт Тхоржевський вивчав період визвольних змагань 1917–1920 рр. з погляду боністики. У 1986 році у Тернополі з його ініціативи було створено Науково-дослідний Центр історії грошей при факультеті банківського бізнесу ЗУНУ. Наразі там експонують його власну колекцію монет, паперових грошей і тематичної літератури, яку Тхоржевський збирав із 1961 року.
Фахівець Олег Клименко досліджував грошові знаки ОУН та УПА. У 2003 році історик Галина Марковецька захистила дисертацію на тему «Паперові грошові знаки і бони Східної Галичини 1914—1920 рр.». Окремі публікації на тему боністики видавали у журналі «Визвольний шлях».
11 березня 2020 року було схвалено заявку на створення українського осередку «Міжнародного банкнотного товариства» (IBNS). Станом на лютий 2023 року Україну у цій спільноті представляють 18 учасників. Посаду президента українського осередку обіймає Сергій Трушин. 